# 梅凱尼克灣
梅凱尼克灣是南大洋的海灣，位於赫德島北岸，寬2公里，處於薩德爾角以東，由美國的捕海豹者命名，挑戰者冰川的終點處於該海灣西面。

## 外部連結
- Heard Island and McDonald Islands （页面存档备份，存于）

53°1′S 73°31′E / 53.017°S 73.517°E